# Through darkness
Through darkness er en dokumentarfilm fra 2003 skrevet og instrueret af Hannes Lintrop og Renita Lintrop.

## Handling
»Through Darkness« er en filosofisk reflekterende dokumentarfilm om minearbejderes skæbne i Ida-Virumaa i den nordøstlige del af Estland. Her sætter minearbejdere hver dag livet på spil for en ussel løn, og de lider næsten alle af ondt i ryggen, lungebetændelse og tuberkulose. I byen er over halvdelen af fabrikkerne nedlagt, og gaderne ligger øde og forladt. Filmens hovedperson er den 28-årige familiefar Aleksandr Koman. De ændrede livsomstændigheder får ham til at reflektere over forholdet mellem mennesker og natur, mellem Gud og mennesker. Kan man overhovedet finde fred og harmoni under sådanne trøstesløse livsbetingelser? Aleksandr Tomak forsøger.